# کوهیرنت
کوهیرنت (انگلیسی: Coherent, Inc.) شرکت الکترونیک آمریکایی است، که در سال ۱۹۶۶ تأسیس شد.